# هسلبری، پلاکنت
هسلبری (به انگلیسی: Haselbury Plucknett) یک روستا و محله مدنی در بریتانیا است که در سامرست جنوبی واقع شده‌است. هسلبری ۷۴۴ نفر جمعیت دارد.